# Cabo Frio Esporte Clube
Cabo Frio Esporte Clube é uma agremiação esportiva da cidade de Cabo Frio, no estado do Rio de Janeiro, fundada a 21 de janeiro de 1995.

## História

### Esprof (2003-2017)

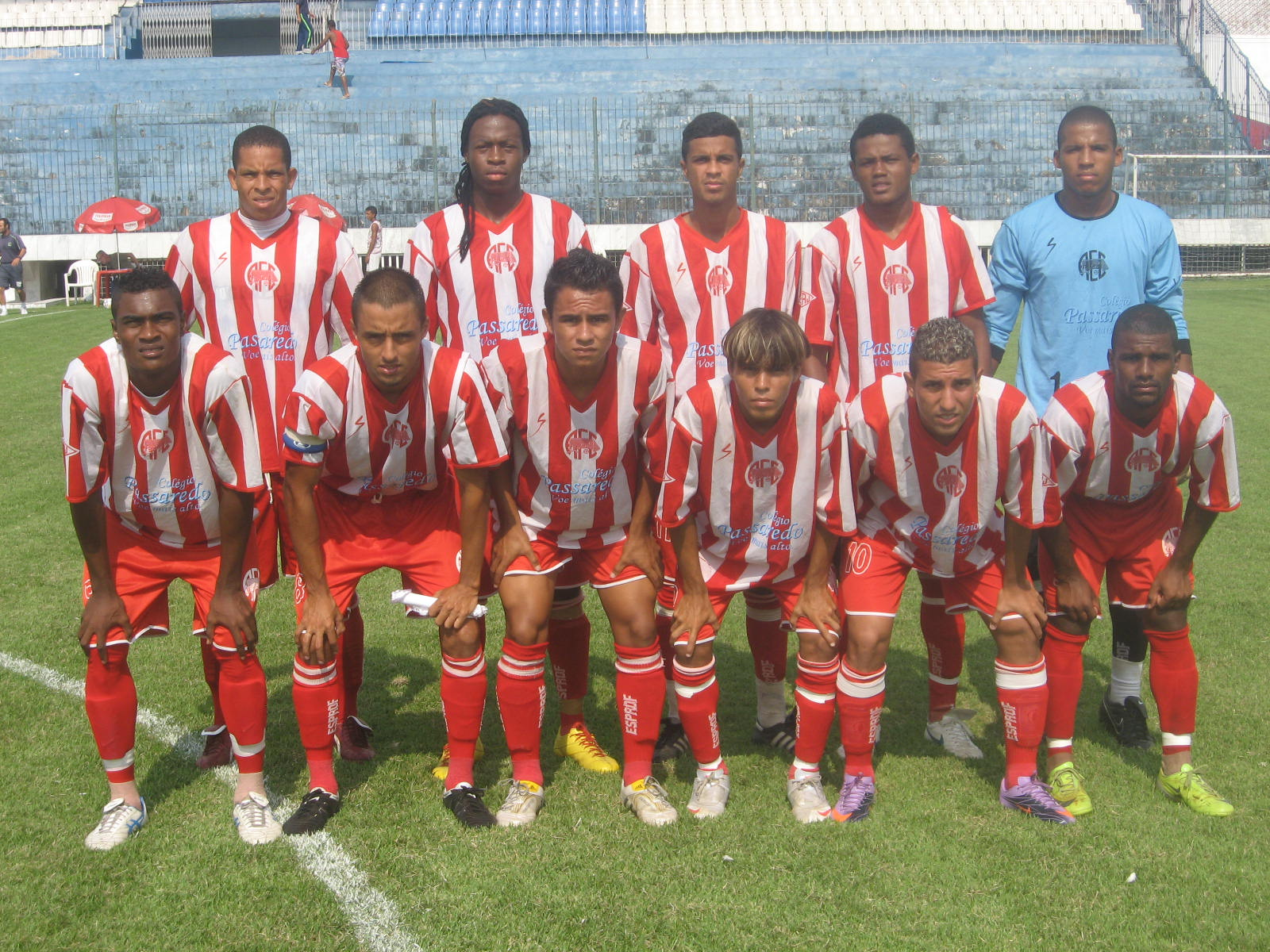
Equipe profissional da Esprof em 2010

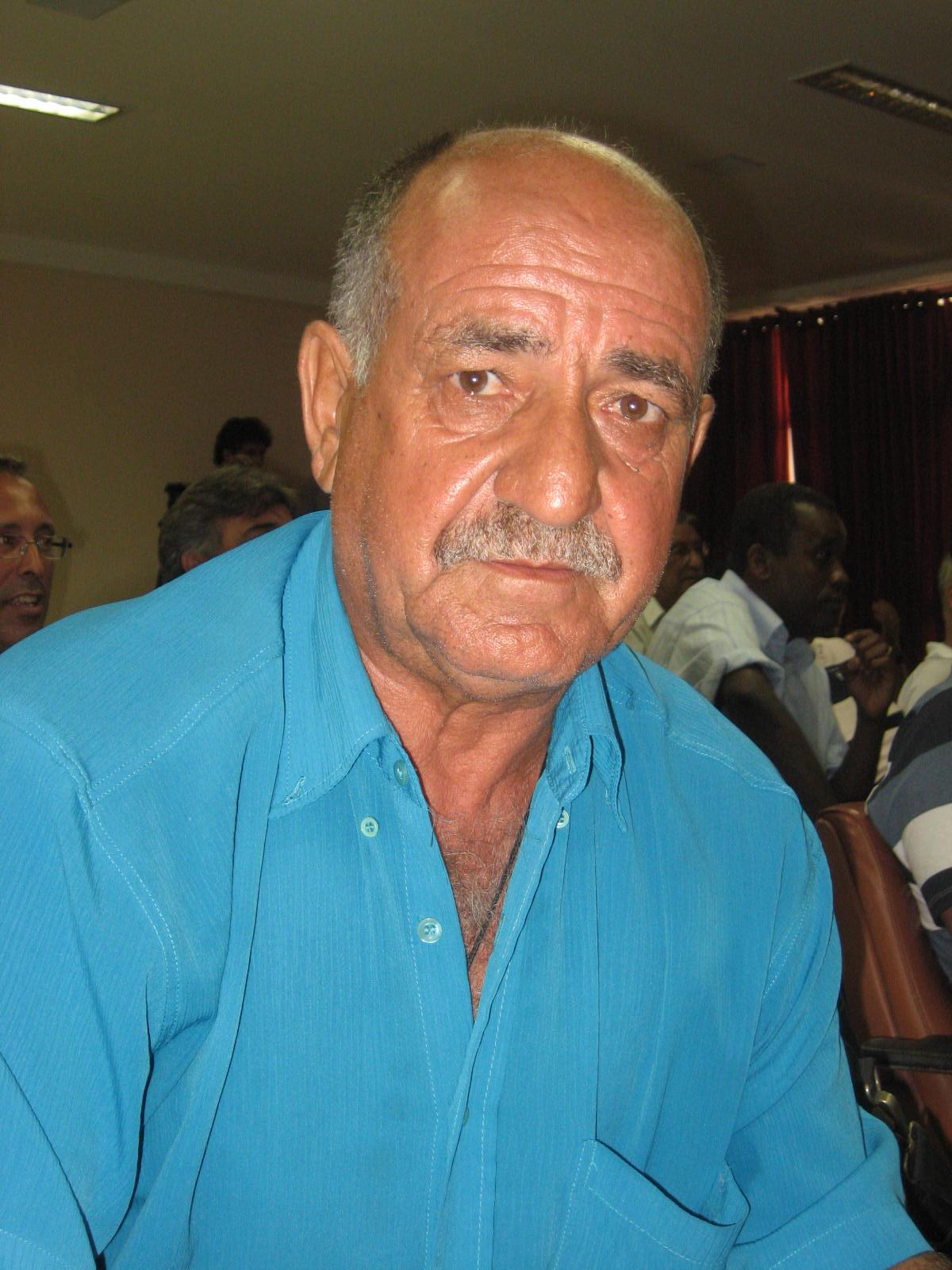
Roberto Bigode, presidente do Esprof

Esprof significa Escola Profissional de Futebol. A agremiação de Cabo Frio estreou na Terceira Divisão de Profissionais do Rio de Janeiro, em 2003. Entre vinte e duas equipes, terminou na nona colocação. Na fase preliminar foi líder de seu grupo, superando o outro classificado, o Esporte Clube Taquaral e os eliminados Faissal Futebol Clube e Associação Esportiva XV de Novembro. Na fase seguinte é eliminado ao ficar em quarto na sua chave, atrás dos classificados Atlético Rio Futebol Clube, Independente Esportes Clube Macaé e Teresópolis Futebol Clube, ficando à frente dos também eliminados União Central Futebol Clube e Esporte Clube Taquaral.
Em 2004, disputa novamente a Terceira Divisão. É eliminado na primeira fase ao figurar em quinto lugar, último, em seu grupo, atrás dos classificados Profute Futebol Clube e Independente Esportes Clube Macaé, e dos eliminados Rubro Social Esporte Clube e Quissamã Futebol Clube.
Em 2005, se licencia das competições profissionais. Volta apenas, em 2009, para a disputa do Campeonato Estadual da Terceira Divisão de Profissionais, não conseguindo passar da primeira fase do campeonato, sendo precocemente eliminado, ao ficar em último na sua chave, atrás de Rio das Ostras Futebol Clube, Sampaio Corrêa Futebol e Esporte e Independente Esportes Clube Macaé.
A equipe voltou a disputar a Terceira Divisão do Campeonato Carioca nos anos de 2010, 2013, 2014 e 2015. Nos anos de 2016 e 2017 se licencia do futebol profissional.

### Cabo Frio (2017-Atualmente)
No dia 08 de novembro de 2017, o Esprof foi comprado por Marcelo Eduardo Santiago Alves de Oliveira, que alterou o nome da equipe para Cabo Frio Esporte Clube. Além do nome foi alterado o escudo do time e as cores, que trocou de vermelho para grená. A intenção é qua primeira competição com o novo nome fosse o Campeonato Carioca da Série C de 2018.

## Símbolos

### Escudo
| Evolução do Escudo do Cabo Frio | Evolução do Escudo do Cabo Frio | Evolução do Escudo do Cabo Frio | Evolução do Escudo do Cabo Frio | Evolução do Escudo do Cabo Frio | Evolução do Escudo do Cabo Frio | Evolução do Escudo do Cabo Frio | Evolução do Escudo do Cabo Frio | Evolução do Escudo do Cabo Frio |
| 2003 – 2017                     | 2017 – Presente                 |                                 |                                 |                                 |                                 |                                 |                                 |                                 |
| ------------------------------- | ------------------------------- | ------------------------------- | ------------------------------- | ------------------------------- | ------------------------------- | ------------------------------- | ------------------------------- | ------------------------------- |

## Estatísticas

### Participações
|  | Participações em 2018 |

| Competição          | Temporadas | Melhor campanha    | Estreia | Última | P | R |
| Série B2 do Carioca | 6          | 8º colocado (2010) | 2003    | 2015   | – | – |